# Demografia della Russia

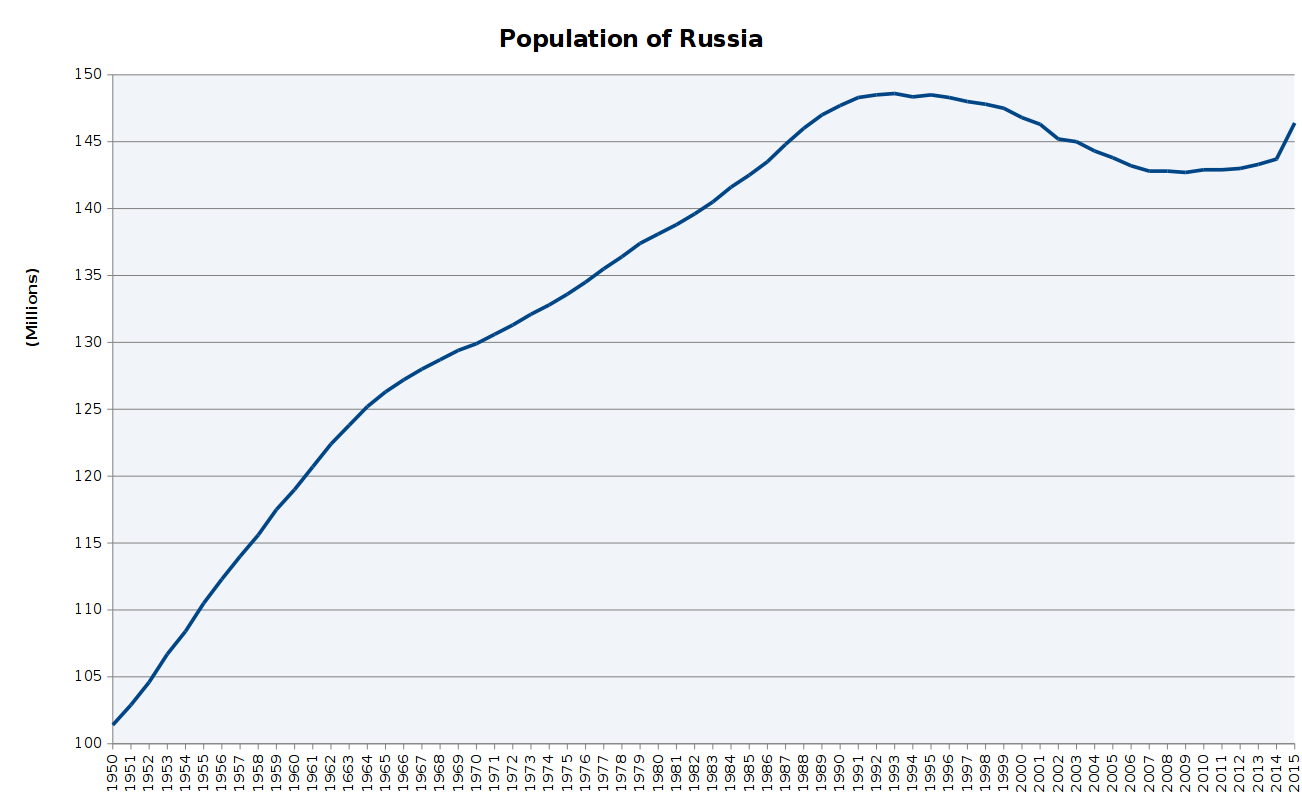
Demografia della Russia secondo la FAO, anno 2008; Numero di abitanti in milioni.

Piramide delle età della Russia 2010

La Russia si estende per circa 17 milioni di km², una superficie che la rende il Paese con il territorio più esteso del mondo (che supera il Canada per più di 7 milioni di chilometri quadrati). Oggi nel 2024 è abitata da 146  milioni di abitanti. Circa il 77% della popolazione vive nella Russia europea, mentre il rimanente 23% nella Russia Asiatica. La densità è di 9 persone per chilometro quadrato, una delle densità più basse al mondo, e la popolazione in prevalenza urbana. 

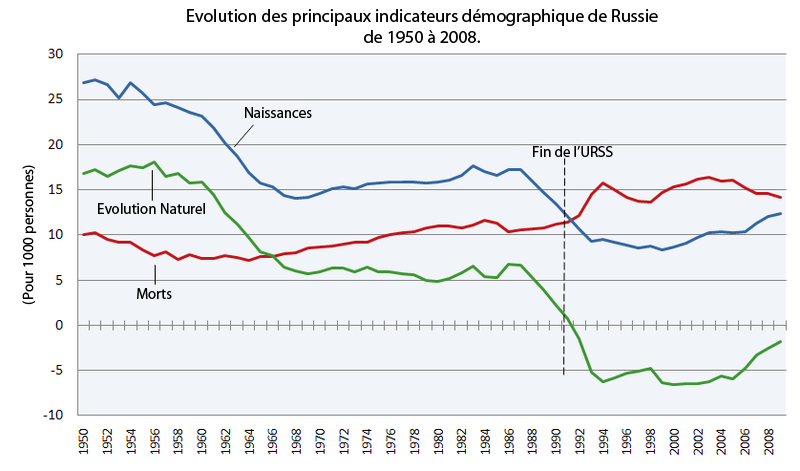
1950-2008

## Il cambiamento demografico

### Eurasia Nord
(Non include regioni dell'Asia centrale, il Caucaso o Crimea sotto la dominazione persiana e poi sotto il dominio romano o cinese).
- 0: da 2 a 4 milioni.
- 1000: da 4 a 7 milioni.
- 1300: da 7 a 7,5 milioni (ridotto a meno di 3 milioni dopo la conquista mongola).

### Impero russo
- 1500: 6.000.000.
- 1550: 11 milioni (7 milioni in Ucraina, non conquistata).
- 1600: 13 milioni.
- 1650: 15 milioni.
- 1722: 14 milioni.
- 1750: 23 milioni.
- 1789: 25 milioni.
- 1795: 29 milioni.
- 1800: 35,5 milioni.
- 1810: 40,7 milioni.
- 1815: 45 milioni.
- 1820: 48,6 milioni.
- 1830: 56,1 milioni.
- 1840: 62,4 milioni.
- 1850: 68,5 milioni.
- 1860: 74,1 milioni.
- 1870: 84,5 milioni.
- 1880: 97,7 milioni.
- 1890: 118 milioni.
- 1900: 132,9 milioni (67 milioni di russi).
- 1914: 175 milioni (85 milioni di russi).

### Unione Sovietica
(Questo segmento della popolazione darà i dettagli di tutti gli URSS e tra parentesi la popolazione propriamente russa).
- 1917: 184,6m (91m)
- 1926 (censimento): 147m (93,5m)
- 1939 (censimento): 170m (108,4m)
- 1941: 191m (111,5m)
- 1950: 181m (101,4 m), la riduzione è dovuta alla seconda guerra mondiale e al regime stalinista.
- 1959 (censimento): 214,2 m (117,8m)
- 1970 (censimento): 242,8 m (130,1m)
- 1979 (censimento): 265,5 m (137,6m)
- 1989 (censimento): 288,6 m (147,8m)

### Russia
- 1991: 148,3 milioni.
- 1996: 148,1 milioni.
- 1999: 147,2 milioni.
- 2001: 145,9 milioni.
- 2010: 142,8 milioni.
- 2015: 144,1 milioni.

## Informazioni sulla popolazione
Secondo l'ultimo censimento della Russia, realizzato nel 2016, il paese avrebbe circa 144 milioni di persone, 103 milioni in Europa e 41 milioni in Asia.
La maggior parte dei Russi ha origine dagli slavi orientali, l'8,4% dagli altaici, il 3,3% dal Caucaso, l'1,9% dagli uralici, l'1% dagli afro-russi e 0,7% da altre minoranze.

## Crisi demografica

### Calo della popolazione
Scarsa natalità e alta mortalità hanno ridotto la popolazione russa dello 0,5% ogni anno durante gli anni '90. Questo tasso si presentava in continua accelerazione. Per ogni 1000 russi vi furono 16 morti e solo 10,5 nascite, provocando il declino della popolazione da 800.000 a 750.000 l'anno. L'ONU stimò che la popolazione della Russia del 2006, circa 140 milioni, sarebbe potuta diminuire di un terzo entro il 2050.
Con la dissoluzione dell'URSS nel 1991 si avviò, in effetti, un processo demografico di diminuzione continua dell'ammontare della popolazione russa, fenomeno accelerato nel periodo 2000-2005.
Il 2005 rappresentò, tuttavia, un momento di rottura con il passato e di ripresa demografica attraverso un calo della mortalità e un aumento della natalità.
Il 1991 non è solo l'anno della dissoluzione dell'URSS ma è l'anno del fallimento dell'economia e della società sovietica. Il passaggio da economia a pianificazione centralizzata a economia di mercato ha provocato un tracollo del benessere del popolo sovietico e, in particolare, del sistema sanitario e pensionistico. La situazione economicamente e socialmente disastrosa non fece che incentivare un aumento della mortalità infantile e della mortalità nelle età più anziane, in una popolazione che soffriva ancora di malattie che nella maggior parte del globo erano state debellate (tifo, colera, tubercolosi...).
All'aumento della mortalità seguì una repentina diminuzione del tasso di natalità che provocò dei saldi naturali, intesi come differenza tra il numero delle nascite e quello delle morti annuali, fortemente negativi, sui quali hanno inciso gli effetti della crisi finanziaria del 1998 che ha piegato ulteriormente l'economia russa.
Il periodo 2000-2005, sotto la presidenza Putin, è stato un periodo segnato dall'acuirsi della crisi demografica: basti pensare che il cumulo dei saldi negativi dal 2000 al 2005 arrivò a 5.365.068 abitanti, ossia una media di 849.178 all'anno. Nel 2005 con il secondo mandato del Presidente la stabilità della situazione politica ed economica ha comportato una maggiore attenzione del governo sulla questione demografica, attraverso strumenti che favorissero da una parte l'aumento della natalità, come incentivi economici alla nascita del secondo e terzo figlio o crediti immobiliari alle coppie di neo-sposi, da altra parte la diminuzione della mortalità attraverso una riforma generale del sistema sanitario nazionale, in particolare, attuando una campagna di lotta alle tossicodipendenze e, soprattutto, all'alcolismo, che può essere giustamente ritenuto come una delle cause principali dell'aumento della mortalità, soprattutto per la popolazione maschile. Negli ultimi anni il governo sta promuovendo il vino come sostituto di bevande superalcoliche, come la vodka.
Il 2010 segnò la fine di questa spirale demografica negativa poiché in quell'anno il numero delle nascite e delle morti si attestava rispettivamente a 1.789.600 e 2.031.000, valori simili a quelli registrati nel 1991. Nel 2013, per la prima volta dal 1991, la Russia ha fatto segnare un saldo naturale positivo, pari a 24.013 unità. Nel 2014 e nel 2015 il Paese ha segnato nuovamente dei saldi naturali positivi, ma nel 2016 il saldo naturale è tornato negativo, seppur per 2.286 unità. Nel 2017 le nascite sono diminuite a quota 1.689 milioni e il saldo naturale è tornato fortemente negativo, pari a -135.820 abitanti in meno, nonostante i decessi siano scesi da 1.89 a 1.82 milioni. Il 2018 ha seguito questa tendenza: le nascite sono scese a 1.604 milioni, mentre le morti sono rimaste stabili, pertanto il saldo naturale è stato negativo per oltre 224.000 unità. Nel 2019 il Paese ha avuto un saldo naturale negativo per oltre 316.000 unità.

### La questione dell'immigrazione
I saldi naturali negativi sono stati, negli anni, in parte compensati dai saldi migratori positivi che caratterizzarono il panorama demografico sovietico fin dal 1991. Dagli anni 2000 il fenomeno venne maggiormente controllato e dal 1992 al 2010 all'incirca 7 milioni di individui ottennero o recuperarono la cittadinanza russa, compensando il calo demografico e riequilibrando la proporzione di popolazione giovane sulla popolazione totale, dato che i popoli immigrati presentavano spesso dei tassi di fecondità più elevati.
Gli immigrati erano spesso russi, tornati in patria dopo la dissoluzione dell'URSS. Il loro ritorno fu, poi, ulteriormente facilitato dalla nascita dell'unione doganale tra Russia, Bielorussia e Kazakistan, che permetteva anche la libera circolazione degli individui all'interno dei tre Paesi.
La struttura multietnica della società russa favorì l'immigrazione da differenti parti del pianeta, perciò il fenomeno migratorio divenne parte integrante del piano demografico di Putin che prevedeva un aumento del livello di ingressi a 250-500.000 ingressi annuali.

#### Cause del precedente aumento della mortalità
- Aborti
- Incidenti
- Fumo e alcol[8].
- Suicidi
- Inquinamento e contaminazione ambientale.
- Squilibrio di genere causato dalla seconda guerra mondiale
- Problemi di squilibrio economico-sociale

#### Suicidi
La Russia presenta un tasso di suicidi molto elevato, pari a 21,6 suicidi ogni 100.000 persone e l'undicesimo più alto del mondo, di fronte alla Corea del Sud. Quando Michail Gorbachev diventò capo dell'Unione Sovietica nel 1985, promosse una politica anti-alcolismo, ma essa fu impopolare agli occhi del pubblico e funzionò solo per un paio di anni, dopo i quali il trend si invertì: la crisi economica a fine decennio e la dissoluzione dell'Unione Sovietica, unite alle riforme di mercato, la guerra cecena e l'eccessivo consumo di alcol aumentarono i suicidi, con un picco di 61.000 suicidi e un tasso di suicidi pari a 41,4 per 100.000 abitanti. L'abuso di alcol è considerata la causa principale dei suicidi, con circa metà di essi dovuti all'alcolismo. Grazie a un maggiore uso di alcolici più leggeri come birra e vino rispetto alla tipica vodka, il tasso di alcolismo è calato, e di conseguenza anche i suicidi, ma il tasso di alcolismo russo è ancora elevato, il sedicesimo più alto al mondo nel 2016.

#### Aborti
L'Unione Sovietica, nel 1920, fu il primo Stato al mondo a legalizzare l'aborto. L'aborto venne reso nuovamente illegale nel 1936 sotto Iosif Stalin, e poi depenalizzato nel 1955. Fino al 2006, in Russia ci sono stati più aborti che nascite. Nel 2004, 1,797 milioni di donne hanno interrotto la gravidanza a fronte di 1,5 milioni che hanno dato i natali. La principale causa del tasso di aborti in Russia è che la nascita del primo figlio può ridurre la famiglia in povertà. Il governo ha deciso, tuttavia, di iniziare a regolamentare e controllare questa pratica. Dal 2012 al 2016 gli aborti sono stati dimezzati, e hanno toccato quota 836 611 unità, cifra scesa ai 779 848 del 2017. Dopo anni di ulteriore calo, nel 2021 gli aborti sono scesi per la prima volta sotto il mezzo milione da quando è stata legalizzata l'interruzione di gravidanza, toccando quota 490 419.

#### Proiezioni
Secondo l'ONU, la popolazione russa nel 2050 scenderà a 132,7 milioni, con un calo concentrato soprattutto nelle campagne.

## Statistiche
Nascite 1.690.307 (2017)
Morti 1.826.125 (2017)
Tasso di crescita della popolazione:. -0,08 per mille abitanti (stima 2017)
Tasso di natalità: 11,00 nascite per mille abitanti (stima 2017).
Mortalità: 13,50 morti per mille abitanti (stima 2017).
Tasso migratorio: 1,70 immigrati per mille abitanti (stima 2017).
Distribuzione del sesso:
Alla nascita: 1,06 maschi / femmine
Sotto i 15 anni: 1,06 maschi / femmine
15-24 anni: 0,96 maschi / femmine
25-64 anni: 0,75 maschi / femmine
65 anni e oltre: 0,45 maschi / femmine
Popolazione totale: 0,86 maschi / femmine (stime 2017).
Età distribuzione:
0-14 anni: 14,2%
15-64 anni: 71,3%
oltre 65 anni: 14,4% (2006 stima).
Tasso mortalità infantile: 15,13 morti/1.000 nati vivi (2006 est).
Speranza di vita alla nascita:
 Popolazione totale: 68,67 anni
Uomini: 65,30 anni
Donne: 77,10 anni (stima 2017).
Tasso di fecondità: 1,61 bambini nati / donna (2017)

## I gruppi etnici
Secondo l'ultimo censimento, condotto nel 2002, 79,83% della popolazione russo è etnicamente russa.
Il seguente elenco comprende tutti i gruppi etnici a seconda del censimento 2002, raggruppati per lingua:
- Indoeuropea (totale 84,07%, 82,49% slavi)
  - Russo: 115 889 107 (79,83%)
  - Ucraino: 2 942 961 (2,03%)
  - Armeno: 1 130 491 (0,78%)
  - Bielorusso: 807 970 (0,56%)
  - Tedesco: 597 212 (0,41%)
  - Osseti: 514 875 (0,35%)
  - Rumeno: 182 766 (0,13%)
  - Moldavo: 172 330 (0,12%)
  - Tagiko 120 136 (0,08%)
  - Greco: 97.827 (0,07%)
  - Polacco: 73.001 (0,05%)
  - Lituano: 45.569 (0,03%)
  - Bulgaro: 31.965 (0,02%)
  - Lettone: 28.520 (0,02%)
- Turcica: (8,36%)
  - Tartari: 5 554 601 (3,83%)
  - Baschiri: 1 673 389 (1,15%)
  - Ciuvasci: 1 637 094 (1,13%)
  - Kazaki: 653 962 (0,45%)
  - Azero: 621 840 (0,43%)
- Afro-russi: 150.700 (0,27%)
  - Nigeriani: (0,10%)
  - Congo (RDR Congo e RC): (0,6%)
  - Russi/Mulatti (di origine sovietico/russa): (0,5%)
  - Repubblica Centrafricana: (0,4%)
  - Afroamericani: (0,1%)
  - Altri: (0,1%)
- Caucasica: 510.100 (3,30%)
- Uralica: (1,91%)
- Mongola: (0,43%)
- Semitica: (0,17%)
- Coreana: 148 556 (0,10%)
- Altri gruppi minori: 42.980 (0,03%)

## Lingua
Il russo è la lingua ufficiale della Russia, ed è compreso da 99% della popolazione. Le suddivisioni nazionali hanno, in alcuni casi, una lingua ufficiale supplementare. Ci sono oltre 100 lingue parlate in Russia, la maggior parte di questi sono minacciate di estinzione.

## Religione

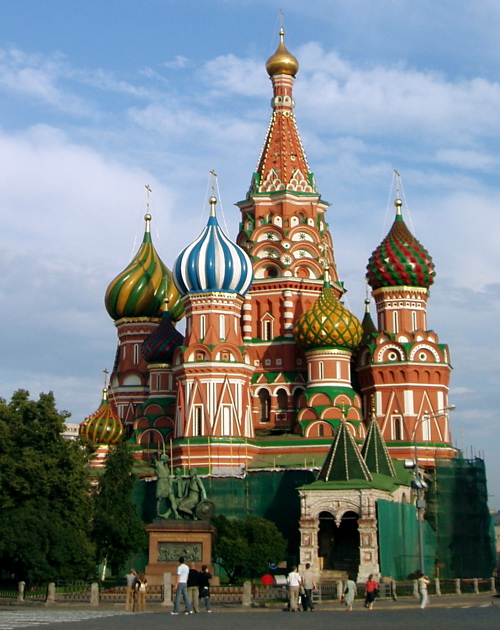
Cattedrale di San Basilio, Mosca

La più grande comunità religiosa in Russia è la Chiesa ortodossa russa (tra 43,3 e il 63% della popolazione e circa 90 milioni di iscritti), che è anche considerata informalmente la confessione nazionale, con un ruolo importante nelle cerimonie ufficiali. Ci sono anche i seguaci di altre correnti cristiane (cattolici, armeni e riformati), atei, musulmani e meno ebrei, buddisti e indù.